# Іванівський гідрологічний заказник
Іва́нівський зака́зник — гідрологічний заказник місцевого значення в Україні. Розташований у межах Хмельницького району Хмельницької області, між селами Бальківці та Іванівці.
Площа 51 га. Статус надано згідно з рішенням обласної ради від 11.07.2007 року № 23-9/2007. Перебуває у віданні Гарнишівської сільської ради.
Статус надано з метою збереження водно-болотного комплексу (болото, луки) в заплаві річки Грабарки. Місце гніздування водоплавних птахів. На території заказника зростає велика кількість лікарських видів рослин.